# Давс
„Давс“ (Doves) са английска инди рок и алтернативен рок група, произлизаща от Уилслоу. Групата се състои от братята Джез Уилямс (китара, вокали) и Анди Уилямс (барабани, вокали), Джими Гудуин (бас китара, вокали, китара). Започват професионализацията си като музикална група след събиране в клуба Хасиенда в Манчестър. Четвъртият и неофициален член на групата е Мартин Ребелски, който свири на кийборд. В своята история групата е издала четири албума с добро посрещане както от музикалната критика, така и от широката слушателска маса. През април 2010 г. издават компилацията The Places Between: The Best of Doves.